# لودویگ اشلفلی
لودویگ اشلفلی (انگلیسی: Ludwig Schläfli‏ ۱۵ ژانویهٔ ۱۸۱۴ – ۲۰ مارس ۱۸۹۵) ریاضی‌دان اهل سوئیس بود. او در هندسه و آنالیز مختلط (در آن زمان معروف به نظریه تابع) تخصص داشت و یکی از پیشگامان ایجاد قراردادهای نوشتاری برای فضاها در ابعاد بالاتر بود. مفهوم چندبعدی نقش برجسته‌ای در فیزیک پیدا کرده است و در داستان‌های علمی-تخیلی به یک عنصر رایج مبدل شده است.
نام نماد اشلفلی از نام او گرفته شده است.